# Майкл Картер-Вільямс
Майкл Картер-Вільямс (англ. Michael Carter-Williams, нар. 10 жовтня 1991, Гамільтон, Массачусетс, США) — американський професіональний баскетболіст, розігруючий захисник, останньою командою якого була «Орландо Меджик» з НБА. Новачок року НБА 2014.

## Ігрова кар'єра
Починав грати у баскетбол у команді старшої школи Сент-Ендрю (Беррінгтон). Там набирав в середньому 25,4 очка за гру. На університетському рівні грав за команду Сірак'юс (2011–2013). Окрім Сірак'юс його також вербували Провіденс, Вірджинія Тек, Флорида Стейт, Вірджинія, Нотр-Дам і Клемсон. У першому сезоні студентської ліги демонстрував слабкі статистичні показники та зіграв 26 матчів, виходячи з лавки запасних. У другому сезоні зіграв у всіх 40 матчах сезону зі старту, набираючи 11,9 очка за гру. Допоміг команді дійти до чвертьфіналу турніру NCAA.
2013 року був обраний у першому раунді драфту НБА під загальним 11-м номером командою «Філадельфія Севенті-Сіксерс». 30 жовтня 2013 року дебютутав у лізі матчем проти «Маямі Гіт», в якому набрав 22 очки, 12 асистів, 7 підбирань та 9 перехоплень (найбільша кількість перехоплень для першого матчу новачка в історії НБА). 9 листопада 2013 року, у матчі проти «Клівленд Кавальєрс» зробив рекордну для себе кількість результативних передач — 13. У лютому 2014 року взяв участь у зірковому вікенді, зігравши у матчі новачків та у конкурсі вмінь. 14 квітня 2014 року зробив 14 підбирань, що стало найкращим показником у його кар'єрі. Це також стало найкращим показником серед розігруючих захисників того сезону. За підсумками сезону був визнаний найкращим новачком року, в якому набирав 16,7 очка, 6,2 підбирання та 6,3 асиста за гру.
Початок наступного сезону пропустив через травму. Повернувшись, провів кілька матчів з трипл-даблами.
19 лютого 2015 року був обміняний до складу «Мілвокі Бакс». 8 квітня провів свій найкращий матч у сезоні, набравши 30 очок проти «Клівленда».
2016 року перейшов до «Чикаго Буллз», в обмін на Тоні Снелла.
2017 року став гравцем «Шарлотт Горнетс».
6 липня 2018 року підписав контракт з «Г'юстон Рокетс». 7 січня 2019 року був обміняний до «Чикаго» та відразу відрахований з команди.
15 березня 2019 року підписав 10-денний контракт з «Орландо». 25 березня перепідписав угоду, а 4 квітня підписав контракт до кінця сезону. 10 липня 2019 року уклав нову угоду з клубом.
10 лютого 2022 року був відрахований з команди.

## Статистика виступів

### Коледж
| Сезон   | Команда  | GP | GS | MPG  | FG%  | 3P%  | FT%  | RPG | APG | SPG | BPG | PPG  |
| ------- | -------- | -- | -- | ---- | ---- | ---- | ---- | --- | --- | --- | --- | ---- |
| 2011–12 | Сірак'юс | 26 | 0  | 10.3 | .431 | .389 | .565 | 1.5 | 2.1 | .8  | .3  | 2.7  |
| 2012–13 | Сірак'юс | 40 | 40 | 35.2 | .393 | .294 | .694 | 5.0 | 7.3 | 2.7 | .5  | 11.9 |

### Регулярний сезон
| Сезон             | Команда                       | GP  | GS  | MPG  | FG%  | 3P%  | FT%  | RPG | APG | SPG | BPG | PPG  |
| ----------------- | ----------------------------- | --- | --- | ---- | ---- | ---- | ---- | --- | --- | --- | --- | ---- |
| 2013–14           | «Філадельфія Севенті-Сіксерс» | 70  | 70  | 34.5 | .405 | .264 | .703 | 6.2 | 6.3 | 1.9 | .6  | 16.7 |
| 2014–15           | «Філадельфія Севенті-Сіксерс» | 41  | 38  | 33.9 | .380 | .256 | .643 | 6.2 | 7.4 | 1.5 | .4  | 15.0 |
| 2014–15           | «Мілвокі Бакс»                | 25  | 25  | 30.3 | .429 | .143 | .780 | 4.0 | 5.6 | 2.0 | .5  | 14.1 |
| 2015–16           | «Мілвокі Бакс»                | 54  | 37  | 30.5 | .452 | .273 | .654 | 5.1 | 5.2 | 1.5 | .8  | 11.5 |
| 2016–17           | «Чикаго Буллз»                | 45  | 19  | 18.8 | .366 | .234 | .753 | 3.4 | 2.5 | .8  | .5  | 6.6  |
| 2017–18           | «Шарлотт Горнетс»             | 52  | 2   | 16.1 | .332 | .237 | .820 | 2.7 | 2.2 | .8  | .4  | 4.6  |
| 2018–19           | «Г'юстон Рокетс»              | 16  | 1   | 9.1  | .410 | .368 | .462 | .8  | 1.3 | .6  | .4  | 4.3  |
| 2018–19           | «Орландо Меджик»              | 12  | 0   | 18.9 | .339 | .158 | .741 | 4.8 | 4.1 | .9  | .8  | 5.4  |
| 2019–20           | «Орландо Меджик»              | 45  | 0   | 18.5 | .427 | .293 | .832 | 3.3 | 2.4 | 1.1 | .5  | 7.2  |
| 2020–21           | «Орландо Меджик»              | 31  | 25  | 25.8 | .389 | .246 | .613 | 4.5 | 4.2 | .8  | .5  | 8.8  |
| Усього за кар'єру | Усього за кар'єру             | 391 | 217 | 25.3 | .402 | .255 | .706 | 4.4 | 4.4 | 1.3 | .5  | 10.3 |

### Плей-оф
| Сезон             | Команда           | GP | GS | MPG  | FG%  | 3P%  | FT%  | RPG | APG | SPG | BPG | PPG  |
| ----------------- | ----------------- | -- | -- | ---- | ---- | ---- | ---- | --- | --- | --- | --- | ---- |
| 2015              | «Мілвокі Бакс»    | 6  | 6  | 31.8 | .423 | .000 | .583 | 4.5 | 4.8 | 1.2 | 1.0 | 12.2 |
| 2017              | «Чикаго Буллз»    | 5  | 0  | 10.6 | .400 | .000 | .500 | .8  | 1.2 | .4  | .2  | 2.8  |
| 2019              | «Орландо Меджик»  | 5  | 0  | 18.4 | .387 | .250 | .875 | 4.0 | 2.4 | .6  | .0  | 6.6  |
| Усього за кар'єру | Усього за кар'єру | 16 | 6  | 21.0 | .411 | .143 | .667 | 3.2 | 2.9 | .8  | .4  | 7.5  |